# Julianne Sitch
Julianne Sitch (Oswego, 18 de setembro de 1983) é uma futebolista estadunidense que atua como zagueira. Atualmente, joga pelo Melbourne Victory.